# Avenue Niel
De Avenue Niel is een straat in het noordwesten van de Franse hoofdstad Parijs. De avenue ligt in het gegoede deel van het 17e arrondissement en loopt van de Avenue des Ternes naar de Place du Maréchal-Juin. De straat was voorheen deel van de Avenue du Prince-Jérôme, maar werd in 1875 vernoemd naar Adolphe Niel (1802-1869), een Franse maarschalk.
De Nederlandse schrijver Willem Frederik Hermans woonde jaren in deze straat; zijn voormalige woonstee bevindt zich op nr. 86.